# Zine el-Abidine Souissi
Zine el-Abidine Souissi (* 10. Juli 1984 in Qurba) ist ein ehemaliger tunesischer Fußballspieler, der auf der Position des defensiven Mittelfeldspielers eingesetzt wurde.
Er wurde am 28. Mai 2009 unter Trainer Humberto Coelho erstmals in die Nationalmannschaft Tunesiens berufen und kam bei dem 4:0-Sieg gegen den Sudan zu seinem einzigen Länderspieleinsatz.

## Erfolge
- CAF Champions League: 2011
- Arab Club Champions Cup: 2009
- Championnat de Tunisie: 2009, 2010
- Tunesischer Pokalsieger: 2008